# Carmarthen
Carmarthen (Walisisch Caerfyrddin) ist die Hauptstadt der Grafschaft Carmarthenshire, Wales, Vereinigtes Königreich. Es liegt am rechten Ufer des Flusses River Towy 13 km nördlich von dessen Mündung in die Carmarthen Bay und hat 20.000 Einwohner.

## Geschichte

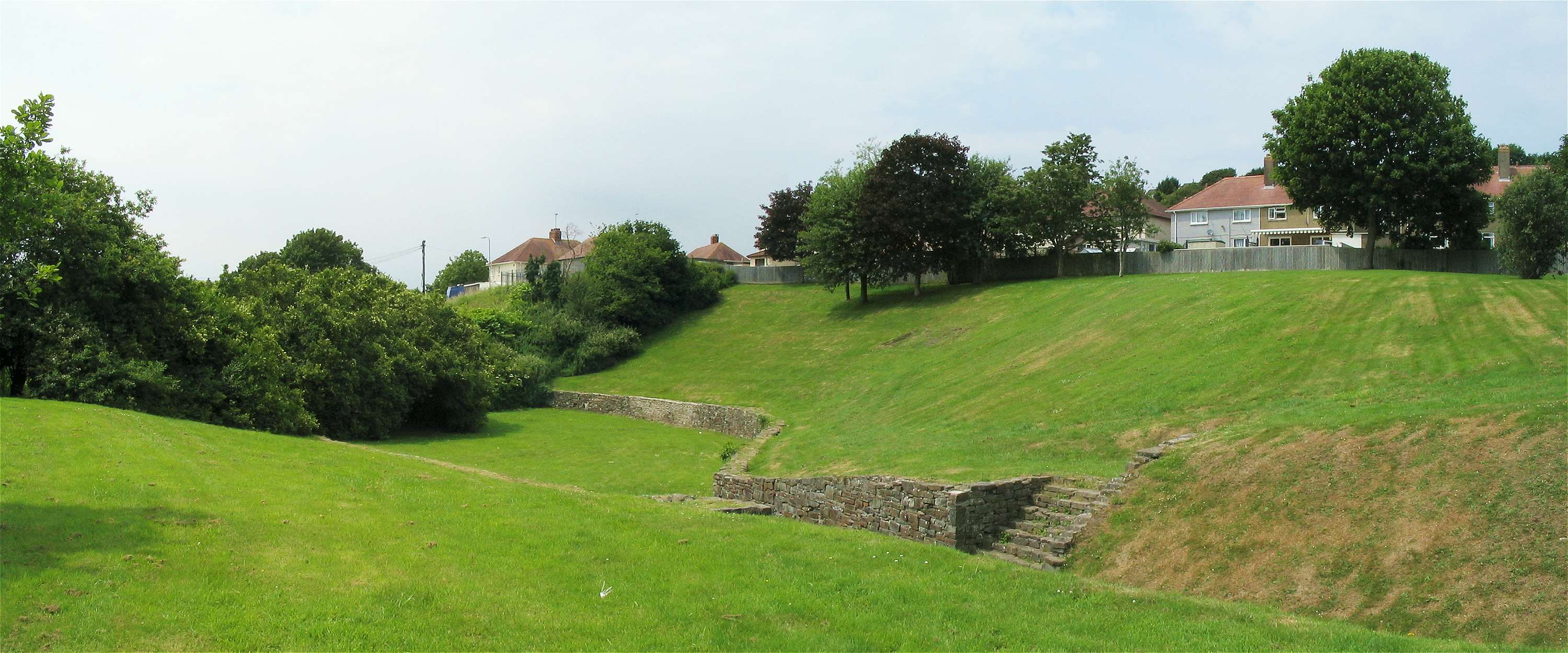
Maridunum Demetarum, ein römisches Amphitheater in Carmarthen

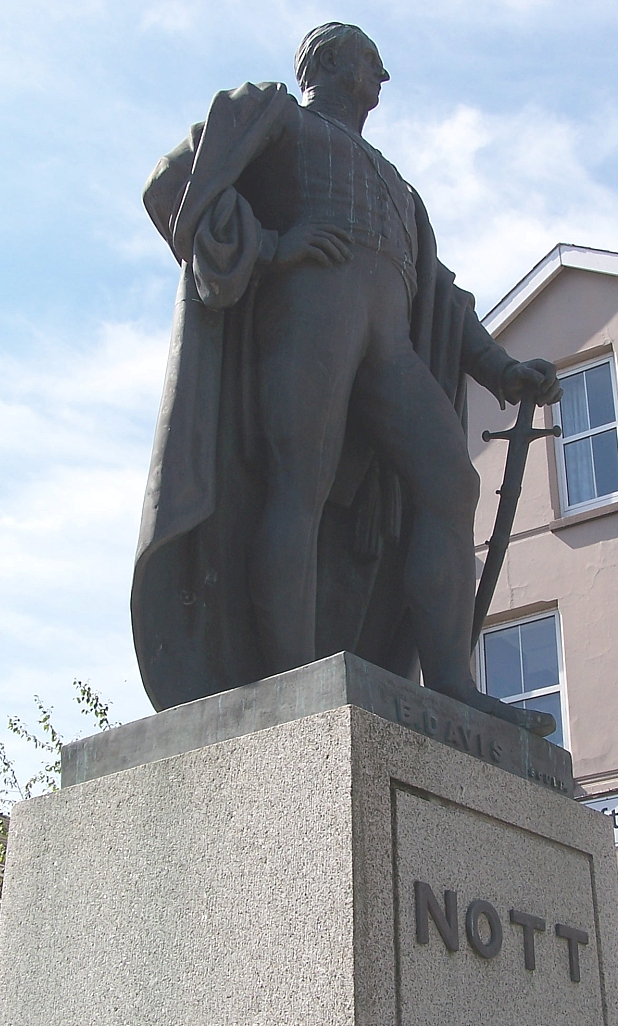
Standbild von General William Nott auf dem Nott Square

Die Geschichte Carmarthens reicht zurück bis in die Zeit, als Britannien römische Provinz war. Damals trug es den Namen Maridunum. Möglicherweise ist Carmarthen die älteste Stadt in Wales, sie wird von Ptolemäus und im Itinerarium Antonini erwähnt. Die römische Festung kann noch heute besichtigt werden und stammt vermutlich aus den Jahren 75–77. Unweit der Festung befindet sich Maridunum Demetarum, eines der sieben Amphitheater in Großbritannien, es wurde 1968 ausgegraben. Die Arena misst 46 auf 27 Meter, das gesamte Theater ist 92 Meter lang und 67 Meter breit.
Wegen der strategischen Bedeutung Carmarthens erbauten die Anglonormannen um 1094 eine Burg. Nachdem die Anlage 1215 zerstört worden war, erfolgte 1223 ein Neubau einschließlich einer befestigten Stadtmauer, möglicherweise war Carmarthen im Mittelalter der erste Ort in Wales, der mit einer solchen Verteidigungsanlage ausgerüstet war. Dennoch nahm Owain Glyndŵr die Stadt 1405 ein.
Im 16. und 17. Jahrhundert war Carmarthen von Landwirtschaft, insbesondere dem Ackerbau, und dem Handel mit Wolle geprägt. Mitte des 18. Jahrhunderts gewann der Handel mit Eisen und Kohle an Bedeutung.

## Persönlichkeiten aus Carmarthen
- Joe Allen (* 1990), Fußballspieler
- Ella Barnwell (* 2001), Radsportlerin
- Yanto Barker (* 1980), Radrennfahrer
- Emma Finucane (* 2002), Bahnradsportlerin
- Terry Griffiths (1947–2024), Snookerspieler
- Deiniol Jones (* 1977), Rugbyspieler
- Jamie Lewis (* 1991), Dartspieler
- Manon Lloyd (* 1996), Radsportlerin
- Merlin, mythischer Zauberer
- Roger Moss, Bildhauer
- John Nash (1752–1835), Architekt
- David Nott (* 1956), Chirurg
- Ken Owens (* 1987), Rugbyspieler
- Nigel Owens (* 1971), Rugbyschiedsrichter
- Dwayne Peel (* 1981), Rugbyspieler
- Mike Phillips (* 1982), Rugbyspieler
- Jessica Roberts (* 1999), Radsportlerin
- Matthew Stevens (* 1977), Snookerspieler
- Iwan Rheon (* 1985), Schauspieler und Musiker
- Mary Wynne Warner (1932–1998), Mathematikerin und Hochschullehrerin
- John Weathers (* 1947), Rockmusiker
- Dewi Rhys Williams, Schauspieler
- Eirian Williams (* 1955), Snookerschiedsrichter
- Rhod Gilbert (* 1968), Komiker und Fernseh- und Radiomoderator

## Politik
Die Stadt ist eine der Hochburgen der Plaid Cymru (walisisch Partei von Wales), eine Mitte-links-Partei, die sich selbst als sozialistisch und walisisch-nationalistisch bezeichnet. In Carmarthen gewann sie 1966 den ersten Sitz im Unterhaus. Im siebzehnköpfigen Stadtrat werden 9 Sitze von Plaid Cymru gehalten, 6 von Labour und 2 von Unabhängigen. Der Bürgermeister ist Richard Evans (Labour).

## Städtepartnerschaften
Carmarthen unterhält Partnerschaften mit Lesneven (Frankreich), Santa Marinelle (Italien) und As Pontes (Spanien).